# Heidi El Tabakh
Heidi El Tabakh (Alexandria, 25 de setembre del 1986) és una tennista canadenca retirada d'origen egipci i establerta a Toronto, Ontario. Inicialment va defensar el seu país natal fins a l'any 2005, i des de llavors va representar el Canadà.
Va jugar principalment en el circuit ITF, on va aconseguir set títols individuals i deu de dobles femenins. El seu millor rànquing de WTA fou el número 149, el qual va abastar el 22 de febre del 2010. El seu lloc màxim durant la seva carrera en dobles és el 173è lloc, aconseguit el 8 de febre del 2010. Va formar part dels equips de la Fed Cup d'Egipte i posteriorment el Canadà, del qual en fou la capitana l'any 2019.

## Biografia
Filla de Summer i Medhat El Tabakh, té un germà anomenat Meedo. La seva família és original d'Egipte i es va traslladar inicialment al Canadà. Posteriorment es van establir a Bradenton (Estats Units).

## Palmarès

### Circuit ITF

#### Individual: 9 (7–2)
| Circuit ITF             |
| ----------------------- |
| Torneigs 100.000$ (0−0) |
| Torneigs 75.000$ (0−0)  |
| Torneigs 50.000$ (0−0)  |
| Torneigs 25.000$ (5−2)  |
| Torneigs 15.000$ (0−0)  |
| Torneigs 10.000$ (2−0)  |

| Títols per superfície |
| --------------------- |
| Dura (3−0)            |
| Gespa (0−0)           |
| Terra batuda (4−2)    |

| Resultat   | Núm. | Data                   | Torneig                               | Superfície   | Oponent                 | Marcador      |
| ---------- | ---- | ---------------------- | ------------------------------------- | ------------ | ----------------------- | ------------- |
| Guanyadora | 1.   | 19 d'octubre de 2003   | Lagos, Nigèria                        | Dura         | Sai Jayalakshmy Jayaram | 6−4, 6−4      |
| Guanyadora | 2.   | 11 de setembre de 2007 | Lleida, Espanya                       | Terra batuda | Eva Fernández Brugués   | 6−2, 6−3      |
| Finalista  | 1.   | juny de 2009           | Waterloo, Canadà                      | Terra batuda | Johanna Konta           | 2−6, 6−3, 3−6 |
| Guanyadora | 3.   | 20 de juliol de 2007   | Valladolid, Espanya                   | Dura         | Estrella Cabeza Candela | 6−2, 3−6, 6−3 |
| Guanyadora | 4.   | abril de 2012          | Jackson, Estats Units                 | Terra batuda | Elena Bovina            | 6−0, 6−4      |
| Guanyadora | 5.   | abril de 2012          | Pelham, Estats Units                  | Terra batuda | Edina Gallovits-Hall    | 3−6, 6−2, 6−4 |
| Finalista  | 2.   | gener de 2014          | Port St. Lucie, Florida, Estats Units | Terra batuda | Françoise Aband         | 3−6, 4−6      |
| Guanyadora | 6.   | maig de 2014           | Raleigh, Estats Units                 | Terra batuda | Maria Sanchez           | 6−3, 6−4      |
| Guanyadora | 7.   | setembre de 2015       | Redding, Estats Units                 | Dura         | Shérazad Reixl          | 6−1, 6−3      |

#### Dobles femenins: 19 (10–9)
| Circuit ITF             |
| ----------------------- |
| Torneigs 100.000$ (0−0) |
| Torneigs 75.000$ (1−0)  |
| Torneigs 50.000$ (1−2)  |
| Torneigs 25.000$ (5−5)  |
| Torneigs 15.000$ (0−0)  |
| Torneigs 10.000$ (3−2)  |

| Títols per superfície |
| --------------------- |
| Dura (8−5)            |
| Gespa (0−0)           |
| Terra batuda (2−4)    |

| Resultat   | Núm. | Data                 | Torneig                            | Superfície   | Parella                | Oponents                               | Marcador             |
| ---------- | ---- | -------------------- | ---------------------------------- | ------------ | ---------------------- | -------------------------------------- | -------------------- |
| Finalista  | 1.   | 19 d'octubre de 2003 | Lagos, Nigèria                     | Dura         | Yomna Farid            | Rebecca Dandeniya Michelle Snyman      | 5−7, 3−6             |
| Guanyadora | 1.   | novembre de 2003     | Lagos                              | Dura         | Yomna Farid            | L. du Plessis Noha Mohsen              | 6−1, 5−7, 6−1        |
| Guanyadora | 2.   | juny de 2004         | Edmond, Estats Units               | Dura         | Anne Mall              | Kelly Anderson Carine Vermeulen        | 3−6, 6−3, 6−4        |
| Finalista  | 2.   | juliol de 2004       | Evansville, Estats Units           | Dura         | Vania King             | Kelly Schmandt Aleke Tsoubanos         | 4−6, 4−6             |
| Finalista  | 3.   | novembre de 2006     | Tevlin, Canadà                     | Dura (i)     | Raluca Olaru           | Angelika Bachmann Hana Šromová         | 4−6, 1−6             |
| Guanyadora | 3.   | maig de 2008         | Landisville, Estats Units          | Dura         | Audra Cohen            | Stefania Boffa Anna Fitzpatrick        | 6−3, 7−6(3)          |
| Guanyadora | 4.   | juliol de 2008       | Valladolid, Espanya                | Dura         | Story Tweedie-Yates    | Stefania Boffa Anna Fitzpatrick        | 6−2, 6−4             |
| Guanyadora | 5.   | juliol de 2008       | Darmstadt, Alemanya                | Terra batuda | Emma Laine             | Michelle Gerards Marcella Koek         | 6−3, 6−4             |
| Finalista  | 4.   | abril de 2009        | Osprey, Estats Units               | Terra batuda | Melanie Klaffner       | L. Lee-Waters S. Tweedie-Yates         | 3−6, 7−6(5), [10−12] |
| Guanyadora | 6.   | maig de 2009         | Indian Harbour Beach, Estats Units | Terra batuda | Melanie Klaffner       | Tetiana Luzhanska Lilia Osterloh       | 6−3, 3−6, [10−7]     |
| Finalista  | 5.   | juny de 2009         | Waterloo, Canadà                   | Terra batuda | Tetiana Luzhanska      | Alexandra Mueller Allie Will           | 2−6, 1−6             |
| Guanyadora | 7.   | juliol de 2009       | Valladolid (2)                     | Dura         | Paula Fondevila Castro | E. Cabeza Candela S. del Barrio Aragón | 6−2, 6−4             |
| Guanyadora | 8.   | novembre de 2009     | Bayamón, Puerto Rico               | Dura         | Kimberly Couts         | M. Fernanda Álvarez Karen Castiblanco  | 6−3, 6−1             |
| Guanyadora | 9.   | agost de 2010        | Vancouver, Canadà                  | Dura         | Chang Kai-chen         | Irina Falconi Amanda Fink              | 3−6, 6−3, [10−4]     |
| Finalista  | 6.   | setembre de 2010     | Ville de Saguenay, Canadà          | Dura (i)     | Rebecca Marino         | Jorgelina Cravero S. Foretz Gacon      | 3−6, 4−6             |
| Finalista  | 7.   | març de 2011         | Clearwater, Estats Units           | Dura         | Arina Rodiónova        | Kimberly Couts Līga Dekmeijere         | 1−6, 4−6             |
| Finalista  | 8.   | abril de 2011        | Pelham, Estats Units               | Terra batuda | Kimberly Couts         | Līga Dekmeijere Marie-Ève Pelletier    | 6−2, 4−6, [10−12]    |
| Finalista  | 9.   | abril de 2011        | Dothan, Estats Units               | Terra batuda | Alison Riske           | Valeria Solovieva Lenka Wienerová      | 3−6, 4−6             |
| Guanyadora | 10.  | juliol de 2013       | Winnipeg, Canadà                   | Dura         | Allie Kiick            | Samantha Murray Jade Windley           | 6−4, 2−6, [10−8]     |

## Trajectòria

### Individual
| Open d'Austràlia | A   | Q2  | Q1  | A   | A   | A   | A   | Q1   | 0 / 0     | 0 – 0     |
| Roland Garros | A   | 1R  | Q1  | 1R  | A   | A   | Q1  | A    | 0 / 2     | 0 – 2     |
| Wimbledon | A   | Q1  | Q2  | Q2  | A   | Q1  | A   | A    | 0 / 0     | 0 – 0     |
| US Open | Q2  | Q2  | Q1  | Q3  | A   | Q2  | A   | A    | 0 / 0     | 0 – 0     |
| Rànquing a final d'any | 162 | 216 | 283 | 155 | 382 | 174 | 368 | 1180 | 317 – 291 | 317 – 291 |
| Llegenda: G: Guanyadora; F: Finalista; SF: Semifinalista; QF: Quarts de final; Q: Qualificació; A: Absent; RR: Round Robin; |     |     |     |     |     |     |     |      |           |           |